# SNA
Systems Network Architecture of  SNA is de eigen computernetwerk architectuur van IBM, ontworpen in 1974. Het is een complete protocolstack om gebruikers met een computer te verbinden. SNA definieert de architectuur en de protocollen, maar is op zichzelf geen computerprogramma.  SNA wordt geïmplementeerd in de vorm van verscheidene communicatiepaketten, zoals voor mainframes het VTAM-pakket. SNA wordt tegenwoordig nog steeds door banken en andere financiële organisaties en regeringsorganisaties gebruikt.
Hoewel IBM nog steeds onderhoudsdiensten levert voor SNA, is het niet langer mogelijk om het belangrijkste stuk hardware te kopen, de 3745/3746 Communications Controller, en onderhoud van oude controllers na 2010 af te wikkelen.
De meeste gebruikers van SNA zijn overgestapt op een TCP/IP netwerk.